# DVB-T

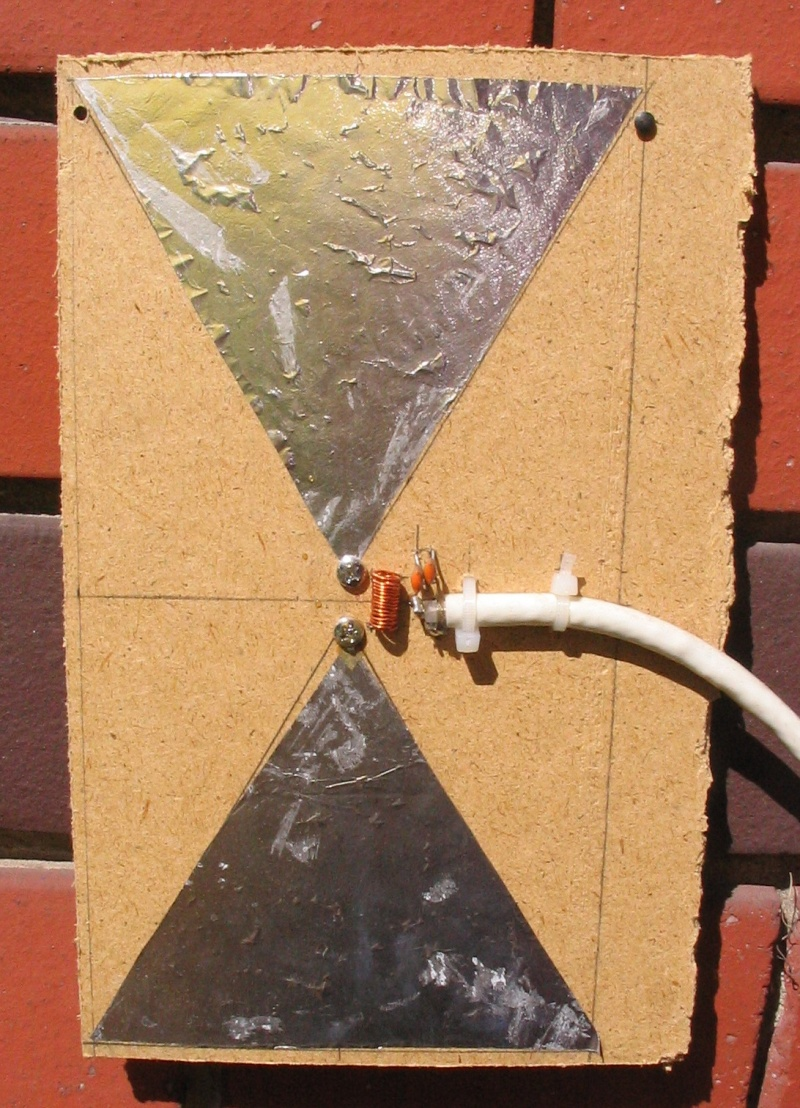
Goedkope zelfgebouwde DVB-T-antenne

DVB-T betekent Digital Video Broadcasting Terrestrial en is de open standaard voor uitzending van digitale video met behulp van zendmasten. Een andere naam is DTT, Digitale Terrestrische Televisie. Deze standaard is opgevolgd door DVB-T2, onder meer in gebruik in Nederland en België.

## Aanbod

### Nederland
In september 1996 werd de grondslag voor DVB-T in Nederland gelegd tijdens de International Broadcasting Convention (IBC) in Amsterdam door Nozema.
Tussen 2003 en 2008 is het DVB-T netwerk in Nederland uitgerold. Het ontvangstbereik in Nederland is 98% met dakantenne en 66% met binnenantenne. NPO 1, NPO 2 en NPO 3 en een regionale zender worden gratis uitgezonden. Dit geldt ook voor de radiozenders NPO Radio 1, NPO Radio 2, NPO 3FM, NPO Klassiek, NPO Radio 5, NPO Soul & Jazz, NPO FunX en een regionale radiozender. Dit pakket wordt Bouquet 1 genoemd.
KPN biedt onder de merknaam Digitenne, tegen betaling een uitbreiding van dit pakket tot 27 televisie- en 20 radiozenders extra.
Zie ook Nederlandse digitale radio via DAB.
De Concertzender is per 1 september 2010 verdwenen uit het Digitennepakket. De reden is dat de zender geen deel meer uitmaakt van de Publieke Omroep.
De kabelprovider Caiway biedt sinds medio 2010 via een deel van zijn netwerk DVB-T over de kabel aan. Hiermee wordt het mogelijk om televisietoestellen met een DVB-T-ontvanger toch via de kabel te gebruiken. Het DVB-T-over-de-kabel-pakket bestaat uit meer dan 20 populaire zenders en wordt onversleuteld geleverd aan Caiway-klanten.

### België
In Vlaanderen en Brussel werden alle digitale radio- en televisiezenders van de VRT gratis uitgezonden via DVB-T sinds 31 mei 2004, tot 1 december 2018. Dit omvatte Eén, Canvas en Ketnet/OP12 als televisiezenders en Radio 1, Radio 2, Klara, Klara continuo, Studio Brussel, MNM, MNM Hits, Sporza en Nieuws+ als radiozenders. Op 17 mei 2018 kondigde de VRT aan te stoppen met de ether-uitzendingen vanaf 1 december 2018. De VRT schuift het video-platform VRT MAX naar voren als alternatief. De VRT gaf als reden voor de stopzetting op het beperkte bereik van de DVB-T van 45 000 kijkers, op basis van een telefonische bevraging bij 3000 Vlaamse gezinnen door onderzoeksbureau Ipsos. De kost voor de DVB-T uitzendingen is iets meer dan 1 miljoen euro per jaar, of 0,22% van het budget van 2016, 435,9 miljoen euro, van de VRT.
In Wallonië en Brussel worden alle digitale radio- en televisiezenders van de RTBF gratis uitgezonden via DVB-T. Naast de televisiezenders La Une, La Deux en La Trois, zendt de RTBF ook het signaal uit van BRF, de Belgische publieke omroep van de Duitstalige Gemeenschap. De radiozenders BRF (Duitstalig), Classic21, La Première, Musiq3, Pure FM en VivaCité worden op dezelfde multiplex uitgezonden.
Sinds december 2017 biedt TV Vlaanderen 16 televisiezenders aan in Vlaanderen en Brussel, genaamd Antenne TV. Deze dienst vereist een abonnement en CI+ decoder en maakt gebruik van DVB-T2. Antenne TV zal stoppen per 1 september 2024. Tussen juli 2012 en 31 maart 2014 had Telenet een soortgelijke dienst onder de naam Teletenne.

## Werking
DVB-T (terrestrial) zendt uit via zendmasten op aarde. Door gebruik van digitale techniek is bij voldoende signaal de ontvangst prima. Ruis en reflecties (dubbele beelden) komen niet meer voor. Als er te weinig signaalontvangst is, bevriest het beeld of wordt het zwart. Door het gebruik van sterke digitale compressietechnieken kan de beeldkwaliteit lager worden dan bij DVB-S of zelfs analoge televisie. Voordeel is dat de uitgestuurde vermogens bij DVB-T slechts een fractie van de energie nodig hebben vergeleken met analoge uitzendingen voor eenzelfde dekkingsgebied.
Dicht bij de zenders, die op 44 locaties in Nederland en in 6 plekken in België staan opgesteld, vooral nabij de grote steden, kan voor ontvangst worden volstaan met een eenvoudige binnenantenne, waardoor op een willekeurige plaats in huis televisie gekeken kan worden zonder aanleg van een buitenantenne en de daarbij behorende antennekabels.
Verder is het mogelijk om zenders die op verschillende locaties staan opgesteld op dezelfde kanalen te laten zenden. Daardoor is, ondanks een beperkt aantal zendkanalen dat aan Nederland is toegewezen, toch op een groot aantal plaatsen een uitgebreid programma-aanbod mogelijk. Er worden meerdere televisieprogramma's (4 tot 8) uitgezonden binnen de bandbreedte van 1 analoog televisiekanaal.
Naast vele digitale technieken, waaronder foutcorrectie, is een van de belangrijkste eigenschappen van de transmissie dat er uitgezonden wordt over een groot aantal frequentiebanden binnen een kanaal, 1512 (2k mode) of 6048 (8k mode) stuks, gebruik makend van OFDM en met een heel lage bitrate binnen deze banden. Dat is essentieel voor de onderdrukking van de gevolgen van meerwegontvangst of ontvangst van meerdere zenders die op dezelfde frequentie werken. Verder worden er zogenoemde guard intervals tussen gevoegd.
Zie ook de lijst van DVB-T-zenders die in België en Nederland te ontvangen zijn,
In Nederland worden frequenties van 470 MHz tot 790 MHz gebruikt (in de UHF-band).
De reikwijdte van een zender wordt ook door het weer bepaald. Radiogolven van dergelijke frequenties buigen niet mee met de kromming van de aarde, maar door zenders met veel vermogen te gebruiken is een redelijk groot gebied te bereiken. Door weersinvloeden kan het bereik echter verdubbelen of halveren.
Beschikbare bitrates voor een DVB-T-systeem met kanalen van 8 MHz in Mbit/s
| Modulatie | Codering | Guard interval | Guard interval | Guard interval | Guard interval |
| --------- | -------- | -------------- | -------------- | -------------- | -------------- |
| Modulatie | Codering | 1/4            | 1/8            | 1/16           | 1/32           |
| QPSK      | 1/2      | 4,976          | 5,529          | 5,855          | 6,032          |
| QPSK      | 2/3      | 6,635          | 7,373          | 7,806          | 8,043          |
| QPSK      | 3/4      | 7,465          | 8,294          | 8,782          | 9,048          |
| QPSK      | 5/6      | 8,294          | 9,216          | 9,758          | 10,053         |
| QPSK      | 7/8      | 8,709          | 9,676          | 10,246         | 10,556         |
| 16-QAM    | 1/2      | 9,953          | 11,059         | 11,709         | 12,064         |
| 16-QAM    | 2/3      | 13,271         | 14,745         | 15,612         | 16,086         |
| 16-QAM    | 3/4      | 14,929         | 16,588         | 17,564         | 18,096         |
| 16-QAM    | 5/6      | 16,588         | 18,431         | 19,516         | 20,107         |
| 16-QAM    | 7/8      | 17,418         | 19,353         | 20,491         | 21,112         |
| 64-QAM    | 1/2      | 14,929         | 16,588         | 17,564         | 18,096         |
| 64-QAM    | 2/3      | 19,906         | 22,118         | 23,419         | 24,128         |
| 64-QAM    | 3/4      | 22,394         | 24,882         | 26,346         | 27,144         |
| 64-QAM    | 5/6      | 24,882         | 27,647         | 29,273         | 30,160         |
| 64-QAM    | 7/8      | 26,126         | 29,029         | 30,737         | 31,668         |

## Meer details
De eigenlijke digitale compressie van het beeldsignaal vindt plaats door het televisiesignaal te coderen volgens de standaard MPEG2. Compressie is vooral mogelijk als opeenvolgende beelden relatief weinig veranderen; men hoeft alleen de verschillen tussen opeenvolgende beelden te coderen. Natuurlijk treden af en toe wel sterke beeldwisselingen op, maar door slim te coderen is dat allemaal op te vangen. Vervolgens worden juist weer meer bits toegevoegd die zogenoemde "Forward Error Correction" (FEC) mogelijk maken. Als er niet te veel fouten in het signaal zitten kan de ontvanger het oorspronkelijke beeldsignaal weer geheel herstellen. Naast Reed-Solomon code op een blok bytes wordt in een tweede stap nog eens een convolutiecodering toegepast. Hierop heeft de rij "codering" in bovenstaande tabel betrekking. Het eerste getal is het aantal bits van de ingaande bitstroom, het tweede van de uitgaande bitstroom. Daarnaast wordt de volgorde van de bits gewijzigd om de invloed van "burst"-transmissiestoringen (bits die direct achter elkaar worden verzonden) te verminderen.
Verder wordt periodiek een guard interval ingevoegd. Hierin wordt een deel van de symboolreeks herhaald. Een sterke voorwaartscorrectie (codering 1/2) en groot guard interval (1/4) en een safe modulatietechniek (QPSK) levert een signaal met hoge kwaliteit op, maar heeft een zeer beperkte transportcapaciteit (4976 Mbit/s). Anderzijds geeft een lage mate van FEC (7/8), een klein guard interval (1/32) en een modulatietechniek met veel niveaus (officiële term: constellaties) (64_QAM) een meer dan zes maal zo hoge bitrate van 31668 Mbit/s, maar relatief kleine verstoringen in het transmissiekanaal zullen dan al tot beeldfouten leiden. Zoals hiervoor al vermeld wordt ten slotte de bitstroom over groot aantal draaggolven (carriers) binnen een 8 MHz breed televisiekanaal verdeeld, gebruik makend van OFDM. Voor goede ontvangst is een zeer exacte frequentiegelijkloop van zender en ontvanger nodig, en heeft doppler-frequentieverschuiving vervelende gevolgen, waardoor ontvangst in een auto moeilijk wordt.
| Mode | Totaal aantal carriers | Aantal MPEG-signaalcarriers | Carrierafstand | Frequentieverschil tussen laagste en hoogste carrier | T symb guard = 1/4 | T symb guard = 1/8 | T symb guard = 1/16 | T symb guard = 1/32 |
| ---- | ---------------------- | --------------------------- | -------------- | ---------------------------------------------------- | ------------------ | ------------------ | ------------------- | ------------------- |
| 8k   | 6817                   | 6048                        | 1116 Hz        | 7,61 MHz                                             | 1120 µs            | 1008 µs            | 952 µs              | 924 µs              |
| 2k   | 1705                   | 1512                        | 4464 Hz        | 7,61 MHz                                             | 280 µs             | 252 µs             | 238 µs              | 231 µs              |

T symb staat voor de symboolherhaaltijd, dus de tijd tussen het begin van 2 opeenvolgende symbolen.
De vermelde waardes gelden voor een 8 MHz breed UHF televisiekanaal.
De niet voor MPEG-signaaloverdracht gebruikte carriers kunnen andere signaleringsdoeleinden hebben, of dienen voor meesturen van programma-informatie, of worden als pilootkanalen gebruikt. Periodiek worden er bij elke carrier bekende referentiesymbolen gezonden waardoor de ontvanger fase- en amplitude-correcties kan uitvoeren.
| Guard interval | Tijd 2kmode | Afstand 2k mode | Tijd 8k mode | Afstand 8k mode |
| -------------- | ----------- | --------------- | ------------ | --------------- |
| 1/32           | 7 µs        | 2,1 km          | 28 µs        | 8,4 km          |
| 1/16           | 14 µs       | 4,2 km          | 56 µs        | 16,8 km         |
| 1/8            | 28 µs       | 8,4 km          | 112 µs       | 33,6 km         |
| 1/4            | 56 µs       | 16,8 km         | 224 µs       | 67,2 km         |

Maximale theoretische looptijdverschillen bij meerwegontvangst en equivalente afstanden die een DVB-T-ontvanger kan verwerken. De praktische afstanden zijn iets korter, door bandbreedtebeperkingen in het signaal.

## Geschiedenis
In 1991 kwamen producenten van consumentenelektronica, zendorganisaties en regelgevende instanties bijeen om de mogelijkheden van digitale televisie te bespreken. Eind 1991 werd de European Launching Group, ELG, opgericht, die vanaf 1993 zich DVB-projectgroep ging noemen. Deze organisatie houdt zich bezig met alle vormen van digitale televisie, dus naast DVB-T ook met DVB-S, DVB-H, DVB-C en andere. Alle standaarden zijn open, en het werk in de werkgroepen van de DVB-organisatie wordt vastgelegd in normen van ETSI of CENELEC. De eerste DVB-T-standaard werd in 1997 vastgelegd, en de eerste DVB-T-uitzendingen begonnen in 1998 in Zweden en het Verenigd Koninkrijk.
In Nederland vonden de eerste uitzendingen, gedistribueerd door Digitenne, plaats op 23 april 2003. Inmiddels is een vrijwel landelijk dekkend netwerk uitgerold en op 11 december 2006 zijn de analoge televisie-uitzendingen van de publieke omroep in Nederland vervangen door free to air DVB-T-uitzendingen, waarbij als extra ook een regionaal televisieprogramma via de ether wordt verspreid.
In Vlaanderen zendt de VRT uit via DVB-T. De VRT schakelde de laatste analoge televisiezenders uit op 3 november 2008. De licenties voor het aanbieden van een televisie- en radio-omroepnetwerk en de bijbehorende digitale frequentiepakketten werden eind 2008 toegekend aan Norkring België, een dochter van het Noorse Norkring. De VRT stopt op 1 december 2018 met uitzendingen via DVB-T. Telenet zond van 2 juli 2012 tot 31 maart 2014 een aantal commerciële zenders uit via hun product Teletenne. Deze service is echter gestopt wegens een tekort aan belangstelling. In december 2017 kwam TV Vlaanderen met een soortgelijke dienst, ook gebruik makend van DVB-T2, genaamd Antenne TV.
In 2008 en 2009 worden in Nederland proeven gedaan met lokale zenders met een zeer laag vermogen. Er worden echter nog geen licenties afgegeven om te blijven uitzenden, zodat het bij tijdelijke proeven blijft.